# Jacqueline Simoneau
Jacqueline Simoneau, född 29 september 1996, är en kanadensisk konstsimmare.

## Karriär
Simoneau tog guld i både duett och lagtävlingen i konstsim vid Panamerikanska spelen 2015. Vid Panamerikanska spelen 2019 i Lima tog Simoneau återigen guld i både duett och lagtävlan.
Simoneau tävlade för Kanada vid olympiska sommarspelen 2016 i Rio de Janeiro. Tillsammans med Karine Thomas slutade hon på 7:e plats i duett.
Vid olympiska sommarspelen 2024 i Paris slutade Simoneau på nionde plats tillsammans med Audrey Lamothe i partävlingen samt var en del av Kanadas lag som slutade på sjätte plats i lagtävlingen.